# Edward Charles Jeffrey
Edward Charles Jeffrey, född 21 maj 1866, död 19 april 1952, var en amerikansk botaniker.
Edward Charles Jeffrey blev filosofie doktor 1898, extraordinarie professor i växtanatomi och morfologi vid Harvard University 1902 och var ordinarie professor där 1907–1933. Jeffreys arbeten behandlade experimentell morfologi, anatomi, särskilt strukturen hos pteriodofyternas och gymnospermernas kärlsträngar samt hos barrträdens ved, utvecklingshistoria och paleobotanik, varjämte han utvecklade de mikrotekniska arbetsmetoderna för undersökning av vedens förvandling till lignit och stenkol. Han paleobotaniska studier omfattade växter från Amerika, Europa och Asien. Bland Jeffreys skrifter märks Studies of cretaceous coniferous remains fro Kreischerville (i Memoirs of the New York Botanical Garden, 3, 1909, tillsammans med Arthur Hollick), The anatomy of woody plants (1917) och Coal and civilazation (1925).